# AA Drink-leontien.nl
AA Drink-Leontien.nl (Kod UCI: LNL) – była holenderska profesjonalna kobieca grupa kolarska. Powstała w 2005 roku pod nazwą Van Bemmelen-AA Drink i sponsorowana była przez markę AA Drink należącą do holenderskiego producenta napojów energetycznych United Soft Drinks. Od 2009 roku sponsorem tytularnym była także witryna leontien.nl należąca do byłej holenderskiej kolarki - Leontien van Moorsel, której mąż, Michael Zijlaard, został managerem grupy. W 2011 roku do zespołu przeszło sześć zawodniczek ze zlikwidowanej brytyjskiej grupy Team Garmin-Cervélo (Pooley, Armitstead, Laws, Martin, Daams i Ryan). W 2012 roku firma AA Drink zdecydowała się nie przedłużać umowy sponsorskiej, a van Moorsel zdecydowała się nie szukać nowego sponsora i rozwiązać zespół. Zawodniczki jeździły na rowerach firmy Cervélo.
Zespół ten zdobył między innymi brązowy medal w drużynowej jeździe na czas podczas rozgrywanych w 2012 roku szosowych mistrzostw świata w Valkenburgu. AA Drink-Leontien.nl wystąpił tam w składzie: Chantal Blaak, Lucinda Brand, Jessie Daams, Sharon Laws, Emma Pooley i Kirsten Wild.

## Nazwa grupy w poszczególnych latach
| lata      | nazwa                 |
| --------- | --------------------- |
| 2005      | Van Bemmelen-AA Drink |
| 2006–2008 | AA-Drink Cycling Team |
| 2009–2010 | Leontien.nl           |
| 2011–2012 | AA Drink-leontien.nl  |

## Ostatni skład
Stan na styczeń 2012
| Skład drużyny 2012  | Skład drużyny 2012   | Skład drużyny 2012 | Skład drużyny 2012        |
| Imię i nazwisko     | Data urodzenia       | Państwo            | Poprzednia grupa          |
| ------------------- | -------------------- | ------------------ | ------------------------- |
| Lizzie Armitstead   | 18 grudnia 1988      | Wielka Brytania    | Garmin-Cervélo (2011)     |
| Chantal Blaak       | 22 października 1989 | Holandia           |                           |
| Lucinda Brand       | 2 lipca 1989         | Holandia           |                           |
| Jessie Daams        | 28 maja 1990         | Belgia             | Garmin-Cervélo (2011)     |
| Marijn de Vries     | 19 listopada 1978    | Holandia           |                           |
| Sharon Laws         | 7 lipca 1974         | Wielka Brytania    | Garmin-Cervélo (2011)     |
| Lucy Martin         | 5 maja 1990          | Wielka Brytania    | Garmin-Cervélo (2011)     |
| Shelley Olds        | 30 września 1980     | Stany Zjednoczone  | Diadora-Pasta Zara (2011) |
| Madelene Olsson     | 14 listopada 1982    | Szwecja            | Alriksson-Go:Green (2011) |
| Emma Pooley         | 3 października 1982  | Wielka Brytania    | Garmin-Cervélo (2011)     |
| Carla Ryan          | 21 września 1985     | Australia          | Garmin-Cervélo (2011)     |
| Isabelle Söderberg  | 28 maja 1989         | Szwecja            | Alriksson-Go:Green (2011) |
| Marieke van Nek     | 14 listopada 1988    | Holandia           |                           |
| Marieke van Wanroij | 5 lipca 1979         | Holandia           | Nederland Bloeit (2011)   |
| Kirsten Wild        | 15 października 1982 | Holandia           | Cervélo TestTeam (2010)   |
|                     |                      |                    |                           |
| Źródło: UCI         |                      |                    |                           |